# Periodismo científico

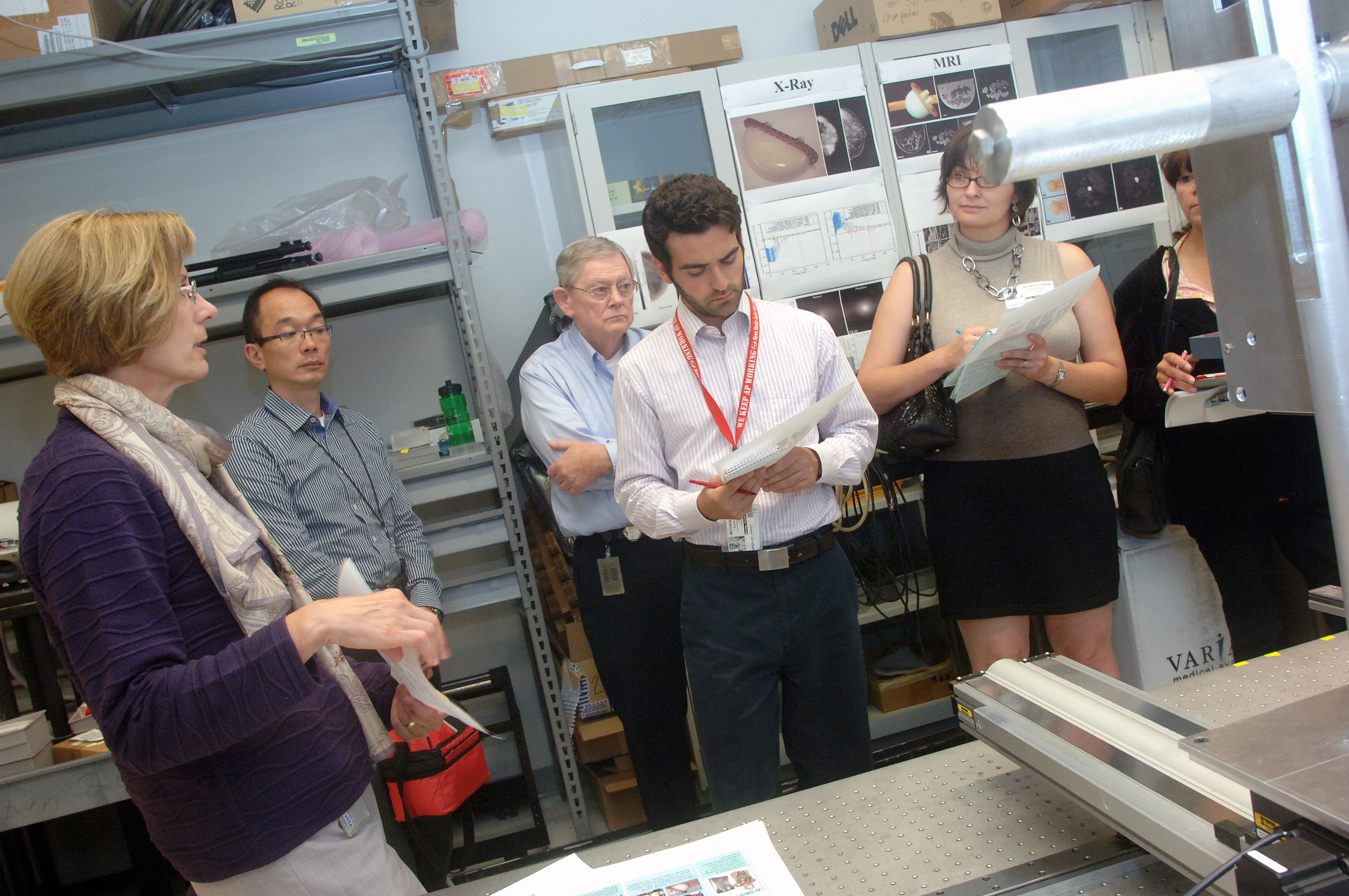
Periodistas de ciencia y salud en un simposio organizado por la FDA.

El periodismo científico es una especialización informativa de la profesión periodística que difunde y divulga los hechos relativos a las ciencias en general, y en particular a la tecnología, la innovación, la salud, el medio ambiente, la informática, la cultura, la astronomía, la exploración espacial y otras actividades de investigación.

### En Argentina

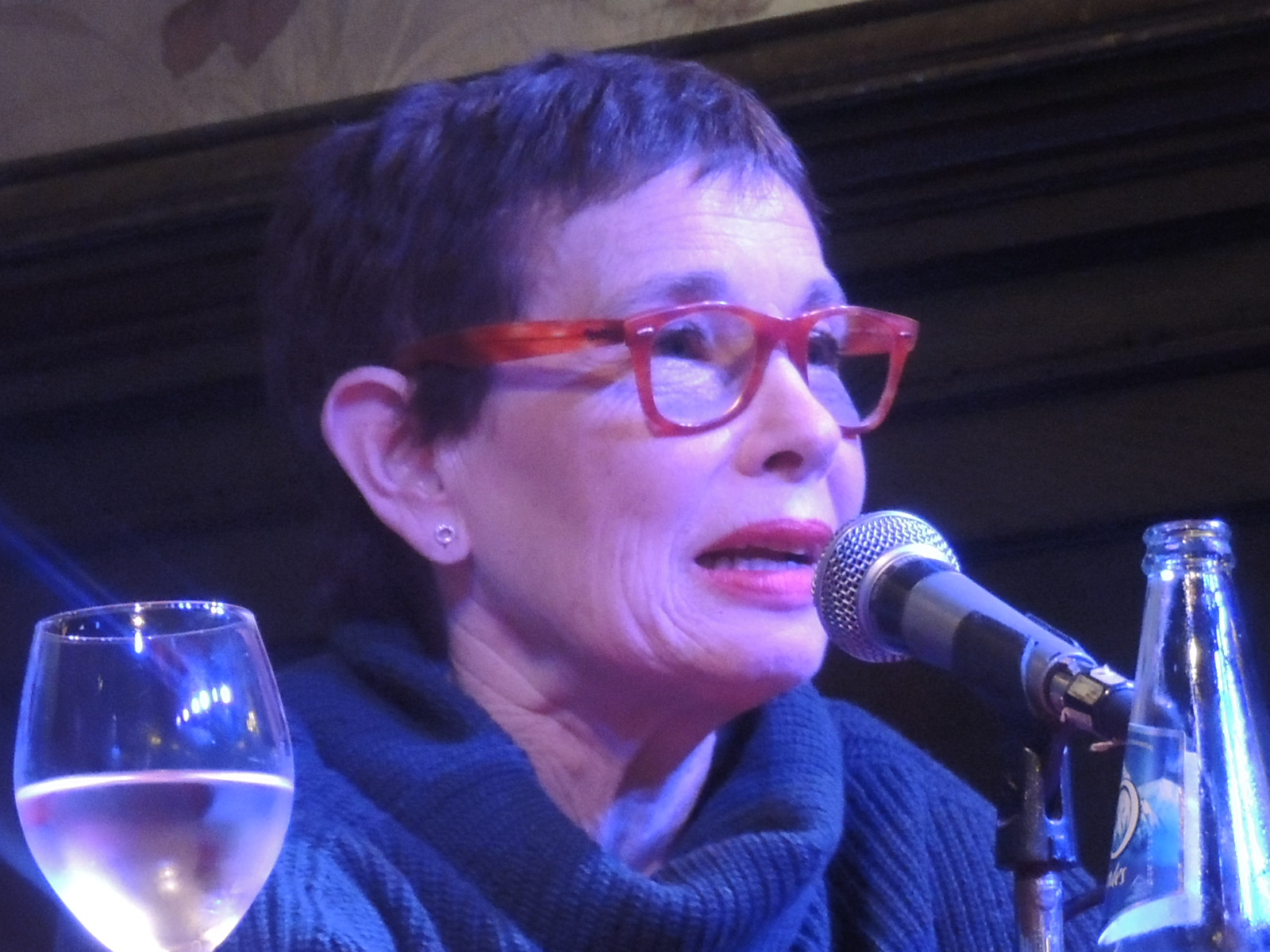
Nora Bär, periodista científica, editora y columnista argentina.

## Objetivo
Es un periodismo especializado centrado en contenidos científicos o tecnológicos. Esta actividad es estrictamente periodística, es decir, obedece a los métodos, objetivos, valores, intereses, ethos..., del periodismo, no necesariamente de la ciencia. El quehacer científico ve en los medios un cauce importante para divulgar su saber y su hacer, pues la continuidad de ciertas investigaciones depende en gran medida de la percepción social de las mismas. Por su parte, el periodista ve en la tecnociencia un tema relevante sobre el que informar u opinar. Son muchos los periodistas que han captado el interés social por la tecnociencia y las implicaciones vitales que ésta tiene. Al ser una actividad informativa, el periodista no se compromete con los objetivos de la comunidad científica; antes bien, dispone de un terreno independiente desde el que elabora criterios de selección y exposición, así como posiciones críticas que pueden ir desde la aceptación hasta el aceptamiento.
El periodismo científico es una forma de comunicación social de contenidos relacionados con la ciencia y la técnica. Pero es una comunicación que adopta varias direcciones: no sólo desde la comunidad científica hacia el público, sino también a la inversa, y entre la comunidad científica y los políticos, entre los gestores de la ciencia y el público, incluso entre científicos de diversas especialidades. A menudo se confunde el periodismo científico con la divulgación científica, pero el primero no tiene como objetivo divulgar ciencia, y buena parte de la divulgación de la ciencia no es periodismo científico (museos, libros de ensayos, documentales, entre otras expresiones); la divulgación no responde a los imperativos del periodismo, ni está hecha por profesionales del periodismo en un sentido estricto.